# Ca l'Alboçar
Ca l'Alboçar és una masia de Serinyà (Pla de l'Estany) inclosa a l'Inventari del Patrimoni Arquitectònic de Catalunya.

## Descripció
Masia de planta rectangular, en la qual s'aprecien diferents fases de construcció. Consta de planta, pis i teulada a dues aigües. Està feta amb carreus de pedra. A la façana principal, que presenta un aspecte més noble, els carreus són de major qualitat, i les finestres estan fetes amb llindes i pedres de descàrrega. Tenen els ampits decorats. A la llinda de la porta d'entrada hi ha inscrit el nom "ARBUSSÀ".

## Història
La primera notícia d'aquest mas data del 977, i apareix citada com a "ALBUTIANO", i sembla que el segle X el bisbe de Girona el va donar al monestir de Banyoles, encara que no hi ha restes de l'edifici tan antigues. En diferents parts de la casa es llegeixen altres dates, que farien referència a les diferents etapes constructives del mas. Damunt d'una finestra es veu la data 1524 i, a la porta d'entrada hi ha gravat el text "...DON JAIME DE ARBUSA ME FECIT 1807".